# Cuba no Campeonato Mundial de Ciclismo em Pista
Esta página é uma visão geral de Cuba nos Campeonatos Mundiais UCI de ciclismo em pista.

## Lista de medalhistas
Esta é uma lista de medalhas cubanas conquistadas nos Campeonatos Mundiais UCI de pista. Esta lista não (ainda) incluem as disciplinas amadoras e disciplinas extintas.
| Medalha           | Campeonato             | Nome            | Evento                        |
| ----------------- | ---------------------- | --------------- | ----------------------------- |
| Medalha de ouro   | Estugarda 2003         | Yoanka González | Corrida por pontos feminino   |
| Medalha de ouro   | Melbourne 2004         | Yoanka González | Scratch feminino              |
| Medalha de bronze | Bordéus 2006           | Lisandra Guerra | 500 m contrarrelógio feminino |
| Medalha de ouro   | Palma de Mallorca 2007 | Yumari González | Scratch feminino              |
| Medalha de prata  | Palma de Mallorca 2007 | Lisandra Guerra | 500 m contrarrelógio feminino |
| Medalha de prata  | Manchester 2008        | Yumari González | Scratch feminino              |
| Medalha de bronze | Manchester 2008        | Lisandra Guerra | 500 m contrarrelógio feminino |
| Medalha de ouro   | Pruszków 2009          | Yumari González | Scratch feminino              |
| Medalha de prata  | Pruszków 2009          | Yumari González | Corrida por pontos feminino   |
| Medalha de prata  | Ballerup 2010          | Yumari González | Scratch feminino              |
| Medalha de bronze | Minsk 2013             | Lisandra Guerra | Keirin feminino               |

Fontes

## Competidoras cubanas mais bem-sucedidas
| Nome            | Medalhas                    | Campeonatos |
| --------------- | --------------------------- | --- |
| Yumari González | 2 ouros, 3 pratas, 0 bronze | Palma de Mallorca 2007 – Scratch feminino · Pruszków 2009 – Scratch feminino · Manchester 2008 – Scratch feminino · Pruszków 2009 – Corrida por pontos feminino · Ballerup 2010 – Scratch feminino |
| Yoanka González | 2 ouros, 0 prata, 0 bronze  | Estugarda 2003 – Corrida por pontos · Melbourne 2004 – Scratch feminino |

### Medalhas por disciplina
atualizado após o Campeonato Mundial de Ciclismo em Pista de 2014
| Evento                        | Ouro | Prata | Bronze | Total | Classificação |
| 500 m contrarrelógio feminino | 0    | 1     | 2      | 3     |               |
| Keirin feminino               | 0    | 0     | 1      | 1     |               |
| Scratch feminino              | 3    | 2     | 0      | 5     | 1             |
| Corrida por pontos feminino   | 1    | 1     | 0      | 2     |               |
| Total                         | 4    | 4     | 3      | 11    |               |